# Маноло Ескобар
Мануель Гарсія Ескобар (ісп. Manuel García Escoba, більш відомий як Маноло Ескобар; 19 жовтня 1931, Ель-Ехідо, Альмерія (провінція) — 24 жовтня 2013, Бенідорм) — іспанський актор та співак. Виконував коплу та іспанські народні пісні. Він також працював актором у різних музичних фільмах. До його хітів належать «Ель Porompompero», «Моя вантажівка» (1969), «Мініспідниця» і «Жити в Іспанії», бельгійського композитора Leo Rozenstraten.